# Yasuo Takamori
Yasuo Takamori (jap. 高森泰男 Takamori Yasuo; ur. 3 marca 1934, zm. 3 lutego 2016) – japoński piłkarz, reprezentant kraju.

## Kariera klubowa
Od 1958 do 1968 roku występował w klubie Nippon Kokan.

## Kariera reprezentacyjna
Karierę reprezentacyjną rozpoczął w 1955, a zakończył w 1963 roku. W sumie w reprezentacji wystąpił w 30 spotkaniach. Został powołany do kadry na Igrzyska Olimpijskie 1956.

## Statystyki
| Reprezentacja Japonii | Reprezentacja Japonii | Reprezentacja Japonii |
| Rok                   | Mecze                 | Gole                  |
| --------------------- | --------------------- | --------------------- |
| 1955                  | 5                     | 0                     |
| 1956                  | 3                     | 0                     |
| 1957                  | 0                     | 0                     |
| 1958                  | 4                     | 0                     |
| 1959                  | 10                    | 0                     |
| 1960                  | 1                     | 0                     |
| 1961                  | 2                     | 0                     |
| 1962                  | 3                     | 0                     |
| 1963                  | 2                     | 0                     |
| Razem                 | 30                    | 0                     |